# Woodland Mills
Woodland Mills est une municipalité américaine située dans le comté d'Obion au Tennessee.
Selon le recensement de 2010, Woodland Mills compte 378 habitants. La municipalité s'étend sur 1,23 mille carré (3,19 km2).
Woodland Mills doit son nom à ses nombreux moulins à blé (en anglais : gristmills) et scieries (sawmills), dont les premiers sont construits par la famille McFettridge. Woodland Mills devient une municipalité en 1968.